# Ki Tisa
Da non confondersi con le parashot Ki Teitzei o Ki Tavo.
Ki Tisa, Ki Tissa, Ki Thissa, o Ki Sisa (ebraico: כִּי תִשָּׂא — tradotto in italiano: “quando farai”, incipit di questa parashah) ventunesima porzione settimanale della Torah (ebr. פָּרָשָׁה – parashah o anche parsha/parscià) nel ciclo annuale ebraico di letture bibliche dal Pentateuco, nona nel Libro dell'Esodo. Rappresenta il passo 30:11-34:35 di Esodo, che gli ebrei leggono durante il ventunesimo Shabbat dopo Simchat Torah, generalmente a fine febbraio o in marzo.

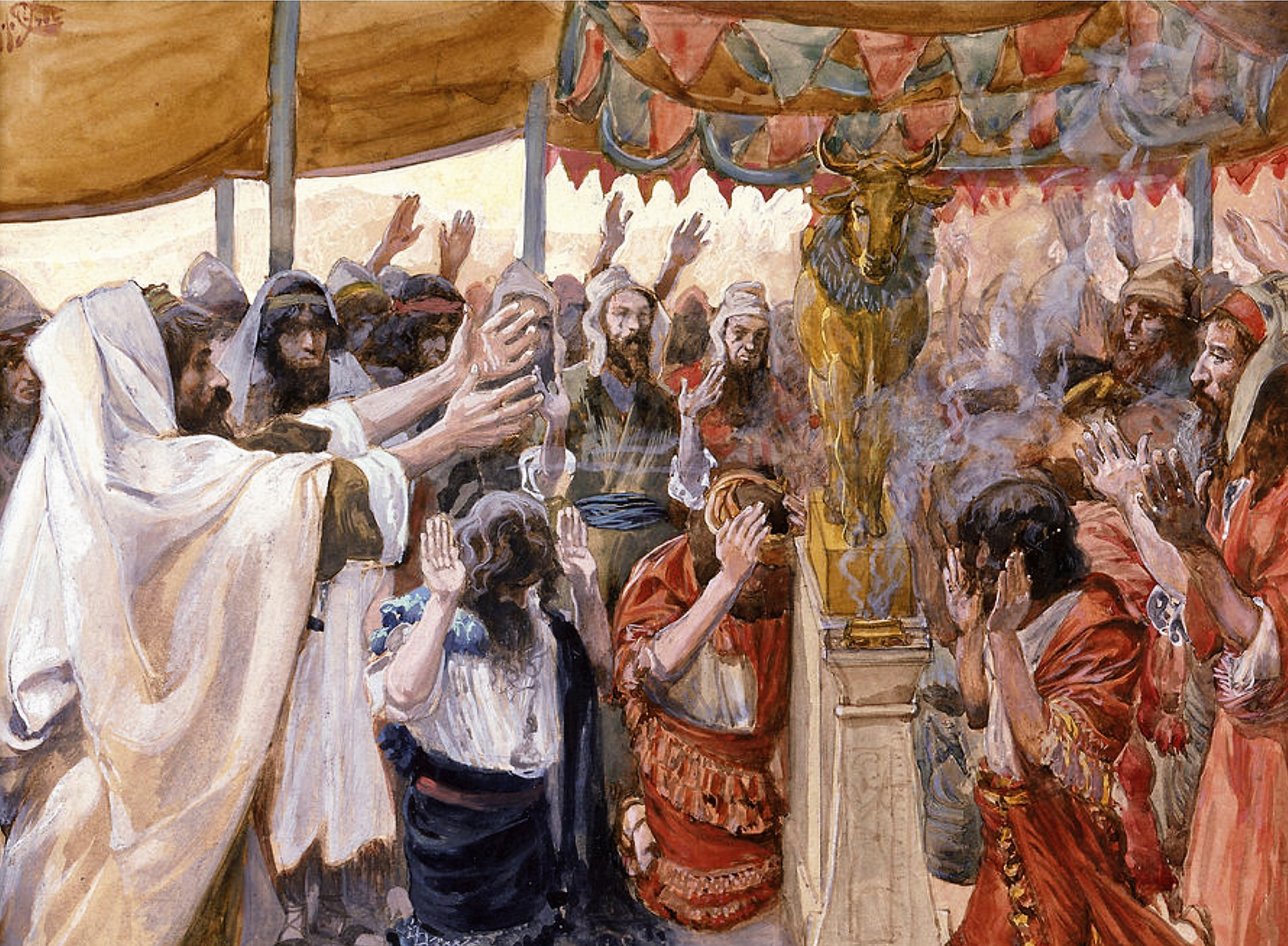
Il Vitello d'oro (acquerello di James Tissot, 1896–1902)

Gli ebrei inoltre leggono la prima parte della parshah, Esodo 30:11-16, che riguarda la tassa pro capite di mezzo siclo, quale lettura biblica del maftirnello Speciale Shabbat Shekalim. Parti della parasha che parlano dell'intercessione di Mosè la misericordia di Dio – Esodo 32:11-14 e Esodo 34:1-10 – vengono anche letti nei giorni di digiuno del Dieci di Tevet, del Digiuno di Ester, del Diaciassette di Tammuz, del Digiuno di Gedaliah, e nel servizio di preghiera pomeridiano (Mincha) nel Tisha b'Av. Gli ebrei leggono un'altra parte di parshah, Esodo 34:1-26, che rammenta i Festival dei Tre Pellegrinaggi (Shalosh Regalim), come lettura iniziale della Torah nel terzo giorno intermedio (Chol HaMoed) di Pesach. Gli ebrei leggono anche una maggiore selezione della stessa parte di parshah, Esodo 33:12-34:26, come lettura iniziale della Torah nello Shabbat che cade durante uno dei giorni intermedi di Pesach o di Sukkot.

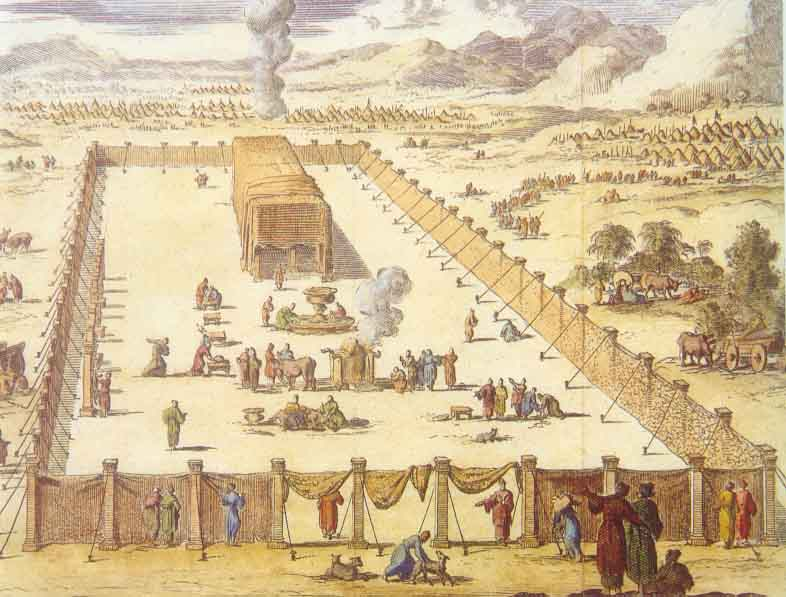
Il Tabernacolo

La parshah narra della costruzione del Tabernacolo, l'incidente del Vitello d'oro, la richiesta di Mosè a Dio che rivelasse la sua legge, e come Mosè diventasse radiante.

## Interpretazione intrabiblica

### Esodo capitoli 25–39
La tabella riporta il modello di istruzione e la costruzione del Tabernacolo e dei suoi arredi:
| Articolo               | Istruzione | Istruzione     | Costruzione | Costruzione       |
| Articolo               | Ordine     | Versetti       | Ordine      | Versetti          |
| ---------------------- | ---------- | -------------- | ----------- | ----------------- |
| Contributo             | 1          | Esodo 25:1-9   | 2           | Esodo 35:4-29     |
| Arca                   | 2          | Esodo 25:10-22 | 5           | Esodo 37:1-9      |
| Tavola                 | 3          | Esodo 25:23-30 | 6           | Esodo 37:10-16    |
| Menorah                | 4          | Esodo 25:31-40 | 7           | Esodo 37:17-24    |
| Tabernacolo            | 5          | Esodo 26:1-37  | 4           | Esodo 36:8-38     |
| Altare dei Sacrifici   | 6          | Esodo 27:1-8   | 11          | Esodo 38:1-7      |
| Corte del Tabernacolo  | 7          | Esodo 27:9-19  | 13          | Esodo 38:9-20     |
| Lampada                | 8          | Esodo 27:20-21 | 16          | Numeri 8:1-4      |
| Vesti Sacerdotali      | 9          | Esodo 28:1-43  | 14          | Esodo 39:1-31     |
| Rituale di Ordinazione | 10         | Esodo 29:1-46  | 15          | Levitico 8:1-9:24 |
| Altare dell'Incenso    | 11         | Esodo 30:1-10  | 8           | Esodo 37:25-28    |
| Lavabo                 | 12         | Esodo 30:17-21 | 12          | Esodo 38:8        |
| Olio dell'Unzione      | 13         | Esodo 30:22-33 | 9           | Esodo 37:29       |
| Incenso                | 14         | Esodo 30:34-38 | 10          | Esodo 37:29       |
| Artigiani              | 15         | Esodo 31:1-11  | 3           | Esodo 35:30-36:7  |
| Shabbat                | 16         | Esodo 31:12-17 | 1           | Esodo 35:1-3      |